# Propliopithecus
Propliopithecus é um gênero extinto de primata.
A criatura de 40 centímetros de comprimento lembrava os gibões de hoje. Seus olhos estavam voltados para a frente, proporcionando uma visão estereoscópica. Propliopithecus era provavelmente um onívoro. É possível que Propliopithecus seja a mesma criatura que Aegyptopithecus. Se fosse esse o caso, o nome Propliopithecus teria precedência sobre Aegyptopithecus de acordo com as regras do Código ICZN, porque foi cunhado anteriormente. No decorrer da análise de amostras de crânio, a mesma equipe de pesquisa que produziu a última estimativa também concluiu que Propliopithecus era sexualmente dimórfico (os machos eram cerca de uma vez e meia maiores que as fêmeas), e podemos inferir que esse primata se metia entre os galhos de árvores — isto é, ainda não havia aprendido a andar em terra firme.

## Características dentárias semelhantes às humanas
O Propliopithecus tinha dentes caninos pequenos, não tinha espaços para encaixar os dentes caninos da outra mandíbula e tinha molares muito semelhantes aos do Australopithecus. Essas características diferenciavam o Propliopithecus do Aegyptopithecus, que tinha grandes dentes caninos junto com outras características dentárias simiescas mais normais.